# Урарту-2
«Урарту-2» (арм. Ֆուտբոլային Ակումբ „Բանանց-2“ Երևան) — армянский футбольный клуб из Еревана, основанный в 2002 году. Является фарм-клубом ереванского «Урарту».

## Прежние названия
- 2002: «Спартак-2»
- 2003 — «Спартак»
- 2004—2019 — «Бананц-2»
- с 2019 — «Урарту-2»

## История
Основан в 2002 году как фарм-клуб клуба Премьер-лиги «Спартак». В том же году был заявлен для участия в Первой лиге. В связи с объединением ереванских «Бананца» и «Спартака» в клуб «Бананц», последовало переименование «Спартака-2» сначала в «Спартак» (под этим названием команда провела сезоне-2003), потом в «Бананц-2».
Свои домашние матчи «Бананц-2» в сезоне-2004 проводил в Аштараке. Команда из года в год прогрессировала: 2004 — 8-е место, 2005 — 6-е место, 2006 — 3-е место. В 2008 году она повторила успех позапрошлого сезона и завоевала малые бронзовые медали.
Клуб, по своей сути, является постоянным поставщиком молодых талантов, которые приходят из спортшколы «Бананц» в основную команду, где они становятся полноценными игроками.
В 2019 году в связи с переименованием главной команды в «Урарту» стал называться «Урарту-2».

## Достижения

### Национальные чемпионаты
Серебряный призёр Первой лиги (1)2010
 Бронзовый призёр Первой лиги (2)2006, 2008

### Командные призы
- Приз «Fair Play»: 2010[2]

### Достижения игроков
- Лучшие бомбардиры сезона:
  - 2008 — Семён Мурадян (21) (в первой лиге)

## Тренерский штаб
- Главный тренер —  Тигран Аракелян
- Тренер —  Арам Барегамян
- Тренер —  Карен Хачатрян[уточнить]
- Тренер вратарей —  Альберт Оганян
- Доктор —  Норайр Гаспарян

## Главные тренеры клуба
| Имя              | Нач         | Кон         |
| ---------------- | ----------- | ----------- |
| Ашот Барсегян    | ?           | май 2011    |
| Тигран Есаян     | май 2011    | ноябрь 2011 |
| Роман Симонян    | ноябрь 2011 | ?           |
| Арам Акопян      | июль 2018   | июль 2020   |
| Роберт Арзуманян | июль 2020   | март 2021   |
| Тигран Аракелян  | март 2021   | —           |